# Морристаун (національний історичний парк)
40°47′47″ пн. ш. 74°28′00″ зх. д. / 40.796388888889° пн. ш. 74.466666666667° зх. д.
Морристаунський національний історичний Парк — національний Історичний Парк Сполучених Штатів Америки з центром у Морристауні, штат Нью-Джерсі, що складається з чотирьох частин, які відігравали важливу ролю під час Війни за незалежність США: 
- Джакі-Голлоу,
- особняк Форда,
- форт Нонсенс
- місце розташування бригади Нью-Джерсі.

Чотири частини парку розташовані в Морристауні та Гардінг-Тауншипі у повіті Моррис і в Бернардсвіллі у повіті Сомерсет.
Після заснування у березні 1933 року Морристаун став першим Національним історичним парком в США.

## Частини парку
Джакі-Голлоу (Jockey Hollow), розташована за кілька миль південніше Морристауна вздовж 202-ї дороги до Гардінг-Тауншип, була місцем де континентальна армія стояла табором під час зимівлі 1779-1780 років.

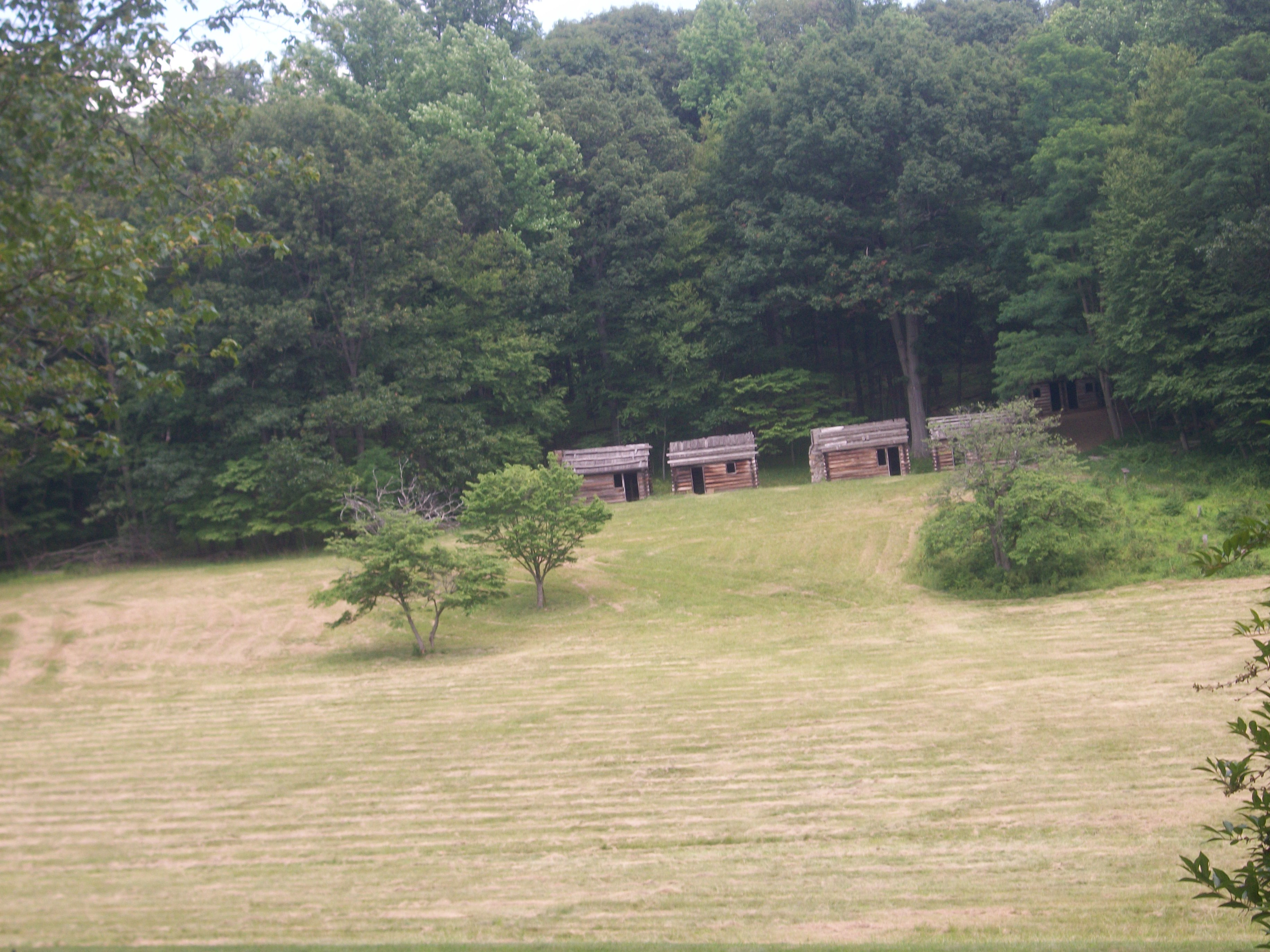
Реконструйовані колиби що в них зимувало військо Вашингтона.

Форт Нонсенс займав вершину високого пагорба з видом на Морристаун і, як вважають, був місцем з якого робили сигнальні постріли.
Особняк Форда, що розташований власне у місті Морристаун, був ставкою Джорджа Вашингтона та Континентальної армії під час «лютої зими» (грудень 1779 – травень 1780). Та зима була найхолоднішою усієї історії спостережень у Нью-Джерсі. Теодозія Форд, вдова Джейкоба Форда-молодшого, та її четверо дітей ділили своє помешкання з Вашингтоном та його співробітниками, зокрема Александром Гамільтоном, разом із їхнім обслуговуючим персоналом, а іноді й членами родини. Марта Вашингтон була тоді приїздила до Морристауну, щоби зимувати там зі своїм чоловіком.
Музей штаб-квартири Вашингтона, розташований поруч, відкритий для відвідувачів із середи по неділю з вересня по червень і сім днів на тиждень з липня по серпень з 9:30 до 17:00. Музей має три експозиційні зали та торгову зону. Демонструється короткометражна стрічка «Морристаун, де Америка виборола своє існування». Особняк Форда можна відвідати лише під час екскурсії, що починається у музеї.
Місце табору бригади Нью-Джерсі розташоване на південь від Джакі-Голлоу, переважно в Бернардсвіллі, повіт Сомерсет. Зимою 1779–80 років тут перебувало близько 1300 війська. 